# Bező
Bező (szlovákul: Bežovce) község Szlovákiában, a Kassai kerület Szobránci járásában.

## Fekvése
Nagykapostól 18 km-re északkeletre, az Ung jobb oldalán fekszik.

## Története
1214-ben „Blezanalaza” néven említik először. 1286-ban IV. László király Pánki György fiának, Jakabnak adja, ekkor „Bezeu” néven említi az oklevél. A 14. századtól a Dobó család birtoka. Később a Sztáray, Berényi, Barkóczy és Apponyi családoké. 1427-ben mindössze két portája volt. 1720-ban pusztaként említik, de később újratelepítették.
A 18. század végén, 1796-ban Vályi András így ír róla: „BEZŐ. Tót falu Ungvár Vármegyében, földes Ura Gróf Berényi Uraság, lakosai katolikusok, többen reformátusok, határbéli földgye termékeny, vagyonnyai külömbfélék, első Osztálybéli.”
Fényes Elek 1851-ben kiadott geográfiai szótárában így ír a faluról: „Bezeő, magyar-orosz falu, Ungh vmegyében, ut. p. Unghvárhoz észak-nyugotra 1 1/2 mfdnyire: 332 r., 441 g. kath., 8 evang., 645 ref., 26 zsidó lak. Gör. kath. és ref. anyatemplom. Tágas és termékeny róna határ. Erdő. Kastély. F. u. gr. Sztáray Albert.”
A trianoni diktátumig Ung vármegye Ungvári járásához tartozott, majd az újonnan létrehozott csehszlovák államhoz csatolták. 1938-1945 között ismét Magyarország része.

## Népessége
| Év:            | 1994. | 2004.    | 2014.   | 2024.   |
| -------------- | ----- | -------- | ------- | ------- |
| Emberek száma: | 1130  | 1007     | 971     | 1017    |
| Eltérés:       |       | -10,88 % | -3,57 % | +4,73 % |

| Év:            | 2023. | 2024.   |
| -------------- | ----- | ------- |
| Emberek száma: | 970   | 1017    |
| Eltérés:       |       | +4,84 % |

1910-ben 1699, többségben szlovák anyanyelvű lakosa volt, jelentős német kisebbséggel.
2005-ben 1015 lakosa volt.
2011-ben 1023 lakosából 849 szlovák és 77 cigány volt.

## Nevezetességei
- Négy templomából a görögkatolikus és a református 19. századi, a római katolikus 1922-ben, az ortodox 1998-ban épült.